# Lagunitas
Lagunitas, fundada el 1993 a Lagunitas, Califòrnia, és una marca de cervesa filial de Heineken International. Abans que Heineken comprés una participació del 50% de l'empresa el 2015, l'empresa complia la definició de microcerveseria. Dos anys abans, va ser la cinquena cervesa artesana més venuda als Estats Units d'Amèrica. Heineken va comprar la resta de l'empresa el 2017.

## Història
Lagunitas Brewing Company va ser fundada l'any 1993 per Tony Magee a Lagunitas, i es va traslladar un any més tard a Petaluma. El 2012 Lagunitas va anunciar el plan per a obrir una nova fàbrica de cervesa a Chicago. La fàbrica de cervesa de Chicago va començar a produir cervesa el 2014 i va obrir una taverna a les pròpies instal·lacions poc després.
El 2015, Heineken International va adquirir una participació del 50% de l'empresa per a expandir les seves operacions a nivell mundial. Com a resultat de l'acord, Lagunitas ja no fou considerada una cerveseria artesana segons la definició d'«artesania» de la Brewers Association, ja que la participació de Heineken era superior al 25%. El 2017, Heineken va comprar la part restant de Lagunitas, convertint-se en l'únic propietari de la cerveseria. El fundador Tony Magee va continuar com a executiu en cap de Lagunitas, amb la intenció d'expandir la producció i distribució de cerveses Lagunitas a tot el món.
El 2018, Lagunitas va començar a comercialitzar una aigua amb gas inspirada en l'IPA amb THC i CBD. La beguda s'anomena Hi-Fi Hops i és una col·laboració amb AbsoluteXtracts, un productor de cànnabis. Actualment només està disponible a Califòrnia.